# STS-130
STS-130 byla montážní mise raketoplánu Endeavour k ISS. Hlavním úkolem mise byla doprava a instalace modulu Tranquility (Node 3) a Cupola ke stanici. Při čtrnáctidenní misi se uskutečnily tři výstupy do vesmíru o celkové délce 18 hodin a 14 minut.

## Posádka
NASA zveřejnila složení posádky 5. prosince 2008:
- George D. Zamka (2) – velitel
- Terry Virts (1) – pilot
- Robert Louis Behnken (2) – letový specialista
- Kathryn Patricia Hireová (2) – letový specialista
- Nicholas Patrick (2) – letový specialista
- Stephen Robinson (4) – letový specialista

V závorkách je uvedený dosavadní počet letů do vesmíru včetně této mise.

## Předstartovní příprava
Raketoplán Endeavour byl převezen z budovy OPF (Orbiter Processing Facility) do montážní budovy VAB (Vehicle Assembly Building) 11. prosince 2009. Po připojení externí nádrže ET (External Tank) a startovacích motorů SRB (Solid Rocket Booster) byla celá sestava STS-130 převezena na startovací komplex LC-39A ve středu 6. ledna 2010. Kontejner s nákladem byl na rampu dopraven 18. ledna 2010. Zkušební odpočítávání TCDT (Terminal Countdown Demonstration Test) za účasti letové posádky proběhlo 21. ledna 2010.

## Průběh letu

### 1. letový den - Start (8. února 2010)
Raketoplán Endeavour měl původně odstartovat do kosmu 7. února 2010 v 9:39 UTC. Odpočítávání doběhlo až do závěrečné fáze, ale pak musel být start kvůli velké oblačnosti a silnému větru na kosmodromu odvolán a o den odložen. Na druhý pokus už se počasí umoudřilo a raketoplán úspěšně odstartoval v pondělí 8. února 2010 v 9:14:07 UTC.

### 2. letový den - Kontrola tepelné ochrany raketoplánu (9. února 2010)
Posádka provedla standardní kontrolu tepelné ochrany raketoplánu pomocí senzorů OBSS (Orbiter Boom Sensor System) a několik motorických manévrů pro přibližování ke kosmické stanici ISS. Během tohoto dne také astronauti provedli kontrolu skafandrů, které budou použity pro výstupy do otevřeného prostoru a také přípravu na spojení s Mezinárodní vesmírnou stanicí (ISS). Ta se skládá z kontroly naváděcích systémů a z vysunutí stykovacího uzlu raketoplánu.

### 3. letový den - Připojení ke stanici ISS (10. února 2010)
Po závěrečných sbližovacích manévrech se raketoplán setkal s ISS a ve vzdálenosti cca 200 m pod stanicí provedl snímkovací otočku RPM (Rendezvous Pitch Maneuver). K vlastnímu spojení obou těles došlo přesně podle plánu 10. února 2010 v 5:06 UTC. Po kontrole hermetičnosti spojů a otevření všech průlezů se posádky přivítaly a zahájily společnou činnost na stanici.

### 4. letový den - Přenášení nákladu (11. února 2010)
Členové obou posádek společně pracovali na přípravách výstupu EVA-1, opravovali zařízení na recyklaci vody a přenášeli náklad mezi raketoplánem a stanici. V druhé polovině dne se kosmonauti zúčastnili živých rozhovorů a americkými TV stanicemi a poté si vychutnali volné odpoledne.

### 5. letový den - Výstup EVA-1 (12. února 2010)
První výstup do kosmu (EVA-1) proběhl 5. letový den (v pátek 12. února 2010 od 2:17 UTC) a byl věnován hlavně prvotní instalaci modulu Tranquility (Node 3) na levoboční uzel modulu Unity. Behnken a Patrick nejprve sejmuli izolaci CBM (Common Berthing Mechanism) uzlu na Tranquility a odpojili kabely temperačního topení modulu. Pomocí staničního manipulátoru SSRMS pak byl modul Tranquility přenesen z nákladového prostoru raketoplánu a automatizovaně připojen k levobočnímu CBM uzlu modulu Unity. Behnken a Patrick dále upevnili na povrch modulu Destiny dva vaky s vybavením pro příští výstupy a demontovali z manipulátoru Dextre jednu skříňku (která bude vyměněna za novou při letu STS-132). Nakonec kosmonauti propojili napájecí, datové a temperační kabely mezi stanicí a modulem Tranquility. Tím byly splněny všechny plánované úkoly výstupu EVA-1. Výstup byl oficiálně zakončen v 8:49 UTC (trval 6 hodin 32 minut).

### 6. letový den – Aktivace modulu Tranquility (13. února 2010)
Tento den strávily posádky stanice a raketoplánu pracemi na aktivaci nového modulu, přípravami na druhý kosmický výstup mise a rozhovory s médii.
Poklop do nového modulu Tranquility otevřeli astronauté 13. února ve 3:17 SEČ. Jeho systémy ale nebudou aktivovány, dokud nebude modul integrován do staničního chladicího systému (což se stane při druhé kosmické vycházce v letový den 7), takže zde byla tma a nefungovala klimatizace. Členové posádky se tedy museli spokojit se svítilnami a přenosnými klimatizačními jednotkami, v prvních chvílích v novém modulu také museli nosit ochranné masky proti případným poletujícím částicím. Do modulu dnes přesunuli část jeho vybavení (podložku pod tělocvičný přístroj, která absorbuje jeho vibrace) a zařízení pro odstraňování oxidu uhličitého ze vzduchu, dále do Tranquility instalovali elektrické a datové kabely a v 5:32 SEČ otevřeli poklop do modulu Cupola se sedmi okny. Ty ale byly zakryty izolačními panely (budou odstraněny při třetím kosmickém výstupu desátý letový den), úkolem bylo připravit kopuli na její přesun z jednoho uzlu modulu Tranquility na druhý (osmý den letu). Do uzlu, na kterém je zatím kopule uchycena, byl instalován kryt, který bude bránit úniku vzduchu z modulu po odejmutí kopule a poté byl poklop tohoto malého modulu opět uzavřen.
V tento den bylo hodně času vyhrazeno na případnou podrobnou inspekci tepelného štítu raketoplánu Endeavour, která ale nebyla nutná. Inženýři dokončili analýzy fotografií, pořízených během inspekcí v letové dny 2 a 3 a NASA oznámila, že tepelný štít raketoplánu je v dobrém stavu a při návratu letoun ochrání. Poškození raketoplánu, objevená při jeho příletu ke stanici (viz letové dny 3 a 4), byly také prohlášeny za neškodné. Mohou sice při vstupu do atmosféry produkovat úlomky trosek, které by ale nezískaly dostatečnou energii k tomu, aby poškodily raketoplán.
Dnešní den astronauté také strávili přípravami na druhý kosmický výstup, který se uskuteční v noci na neděli, bylo nutné především připravit nový skafandr pro Patricka. Ten, který použil při prvním výstupu, vykazoval problémy s rozvodem elektřiny. Došlo i na rozhovory s médii.

### 7. letový den - Výstup EVA-2 (14. února 2010)
Výstup EVA-2 proběhl v neděli 14.02.2010 od 3:20 do 9:14 SEČ (trval 5 hodin a 54 minut). Behnken a Patrick provedli druhý výstup do kosmu (EVA-2) v neděli 14. února 2010 od 3:20 do 9:14 SEČ (výstup trval 5 hodin a 54 minut). Při výstupu byl propojen a aktivován první okruh (A) kapalinového termoregulačního systému modulu Tranquility (zbývající okruh B byl zapojen při výstupu EVA-3) a následně byl připraven modul Cupola k přenesení (odaretováním zámků cílového CBM uzlu a instalací odvětrávacího ventilu). Nakonec bylo ještě na modul Tranquility namontováno několik úchytných madel a tepelně izolačních překrytů. Po ukončení výstupu testy potvrdily správnou funkci nově zapojené části termoregulačního systému.
Do letového plánu byl přidán dodatečný letový den 11, který má poskytnout dostatek času na přenášení dalšího vybavení do modulu Tranquility (recyklace vody, toaleta, generátor kyslíku). Mise STS-130 tak byla prodloužena na cca 14 dní.

### 8. letový den - Přemístění modulu Cupola (15. února 2010)
V pondělí 15. února 2010 byl modul Cupola zachycen manipulátorem SSRMS a po drobných problémech s uvolněním poutacích šroubů byl nakonec úspěšně přenesen a nainstalován na dolní CBM uzel modulu Tranquility.

### 9. letový den - Přemístění PMA-3 (16. února 2010)
Hlavním výsledkem 9. letového dne (16. února 2010) mise STS-130 bylo úspěšné přemístění tunelu PMA-3 z horního CBM uzlu modulu Harmony na levoboční osový uzel modulu Tranquility pomocí manipulátoru SSRMS. Tunely PMA na ISS slouží k propojení modulů. PMA-1 je mezi moduly Unity a Zarja (tedy mezi americkým a ruským segmentem stanice). Tunel PMA-2 je umístěn na přední straně modulu Harmony a slouží pro připojování raketoplánů k ISS. Přemístěný tunel PMA-3 byl v této fázi provozu stanice brán jako nepoužitý náhradní díl a byl využit jako skladiště.

### 10. letový den - Výstup EVA-3 (17. února 2010)
Během výstupu EVA-3 (zahájeného 17. února 2010 v 3:15 SEČ) Behnken a Patrick nejprve zapojili zbývající (druhý) amoniakový okruh termoregulace modulu Tranquility a připojili kabely temperačního topení k tunelu PMA-3. Na modulu Cupola sejmuli izolační pokrývku a uvolnili řadu pojistných šroubů na výklopných překrytech každého ze 7 oken modulu. Pilot Virts pak z ISS postupně vyzkoušel otevření a uzavření jednotlivých překrytů. V rámci výstupu EVA-3 kosmonauti dále namontovali na povrch Tranquility několik úchytných madel a držáků vybavení a také zapojili nový kabel ke konvertoru pro přenos videosignálu mezi nosníkem ITS-S0 a modulem Zarja (to v budoucnu umožní staničnímu manipulátoru SSRMS operovat i z úchytu na ruském segmentu stanice). Výstup EVA-3 trval celkem 5 hodin a 48 minut (skončil v 9:03 SEČ). Ještě před koncem výstupu EVA-3 byly současně otevřeny překryty všech 7 oken modulu Cupola a kosmonautům se tak nově naskytl výborný pohled na Zemi i na stanici.

### 11. letový den - Přenášení nákladu (18. února 2010)
Na začátku 11. letového dne přijali členové posádek na ISS poděkování od prezidenta USA Baracka Obamy a odpovídali na otázky studentů, kteří byli u prezidenta v Bílém domě. Později během dne kosmonauti pokračovali v přenášení nákladu mezi raketoplánem a stanicí a především přemístili skříně generátoru kyslíku, recyklace vody, zpracování moči a toalety do nového modulu Tranquility. V laboratorním modulu Destiny tak vznikl prostor pro umístění dalších vědeckých přístrojů. Koncem dne byla zvýšena dráha ISS pomocí manévrovacích motorků raketoplánu. Během 33 minut dlouhé operace byla výška dráhy stanice zvýšena o cca 2 km (na 335 x 352 km).

### 12. letový den - Rozloučení posádek (19. února 2010)
Bylo dokončeno přenášení nákladu, posádky se rozloučily, rozdělily a byly uzavřeny průlezy mezi raketoplánem a kosmickou stanici (19. února 2010 v 9:08 SEČ).

### 13. letový den - Odpojení od ISS (20. února 2010)
Vlastní odpojení raketoplánu od ISS proběhlo 20. února 2010 v 1:54 SEČ, poté následoval oblet kolem stanice a odlet raketoplánu do bezpečné vzdálenosti (Endeavour STS-130 strávil u stanice 9 dní 19 hodin a 48 minut). Ještě téhož dne odpoledne byla provedena závěrečná kontrola povrchu raketoplánu pomocí senzorů OBSS.

### 14. letový den - Přípravy na přistání (21. února 2010)
Posádka raketoplánu udělala testy systémů raketoplánu, potřebné pro návrat na Zemi a provedla i další nezbytné činnosti před přistáním (úklid kabiny, zaklopení parabolické antény pro pásmo Ku). Předpověď počasí pro Floridu i Kalifornii nebyla moc dobrá, ale všichni doufali, že se počasí zlepší.

### 15. letový den - Přistání na KSC (22. února 2010)
Počasí na Floridě se na poslední chvíli zlepšilo, takže raketoplán Endeavour STS-130 přistál na letišti SLF (Shuttle Landing Facility) na Kennedyho vesmírném středisku při první plánované příležitosti 22. února 2010 ve 3:20:31 UTC. Mise STS-130 trvala celkem 13 dní 18 hodin a 6 minut.